# 1481
- Wikisource

| Calendário gregoriano                                                        | 1481 MCDLXXXI                                        |
| Ab urbe condita                                                              | 2234                                                 |
| Calendário arménio                                                           | 930 – 931                                            |
| Calendário bahá'í                                                            | -363 – -362                                          |
| Calendário budista                                                           | 2025                                                 |
| Calendário chinês                                                            | 4177 – 4178 Início a 31 de janeiro (aproximadamente) |
| Calendário copta                                                             | 1197 – 1198                                          |
| Calendário etíope                                                            | 1473 – 1474                                          |
| Calendários hindus - Vikram Samvat - Calendário nacional indiano - Cáli Iuga | 1536 – 1537 1402 – 1403 4581 – 4582                  |
| Calendário Holoceno                                                          | 11481                                                |
| Calendário islâmico                                                          | 886 – 887                                            |
| Calendário judaico                                                           | 5241 – 5242                                          |
| Calendário persa                                                             | 859 – 860                                            |
| Calendário rúnico                                                            | 1731                                                 |
| Calendário solar tailandês                                                   | 2024                                                 |

1481 (MCDLXXXI, na numeração romana) foi um ano comum do século XV do Calendário Juliano, da Era de Cristo, e a sua letra dominical foi G (52 semanas), teve início numa segunda-feira e terminou também numa segunda-feira.
| Ano completo                         |
| ------------------------------------ |
| Ano comum com início à segunda-feira |

## Eventos
- 1 de Setembro - ascende ao trono João II de Portugal, após a morte de seu pai que tinha abdicado dele quatro anos antes, confirmado pelo seu auto.
- Anjou é anexado à coroa francesa.
- Subida ao poder de Tizoc, líder Azteca da cidade de Tenochtitlán.
- Estabelecida a Inquisição em Espanha.
- Assinatura do Tratado de Tordesilhas - A bula papal Bull Aeterni regis confere todos os territórios a Sul das Canárias a Portugal.
- Construção de uma fonte para aproveitamento de água que nascia de uma rocha existente na praia do Funchal.
- Isenção do pagamento de impostos sobre certas mercadorias, na ilha da Madeira.
- No Capítulo da Cortes de Évora é estipulado que quem levar os seus escravos de serviço, para ilhas Atlânticas (Açores/Madeira), não paga por eles a dízima quando regressarem ao Reino de Portugal.

## Nascimentos
- 12 de abril - Hieronymus Schurff, jurista alemão (m. 1554).
- 1 de julho - Rei Cristiano III da Dinamarca, Noruega e Suécia.
- 28 de agosto - Sá de Miranda, poeta português (m. 1558).

## Mortes
- 28 de agosto - Rei Afonso V de Portugal (n. 1432).
- Duque Carlos IV de Anjou, Rei titular de Nápoles.
- * Jean Fouquet, pintor francês(n. 1420).